# Rogersville (Missouri)
Rogersville – miasto w Stanach Zjednoczonych, w stanie Missouri, w hrabstwie Webster.